# Duck Lake Indian Reserve 7
Duck Lake Indian Reserve 7 är ett reservat i Kanada.   Det ligger i provinsen British Columbia, i den södra delen av landet, 3 300 km väster om huvudstaden Ottawa. Duck Lake Indian Reserve 7 ligger vid sjön Ellison Lake.
I omgivningarna runt Duck Lake Indian Reserve 7 växer i huvudsak barrskog. Runt Duck Lake Indian Reserve 7 är det ganska tätbefolkat, med 67 invånare per kvadratkilometer.